# 유럽 고속도로 53호선
유럽 고속도로 53호선(European route E53)은 체코 플젠에서 독일 뮌헨까지 이어주는 A-클래스급 고속도로로, 총 연장은 285 km이다.

## 경로
- 체코
  - 플젠 (E49, E50)
- 독일
  - 데겐도르프(영어판, 독일어판, 러시아어판) - 란츠후트 - 뮌헨 (E45, E52, E54, E533, E552)